# Manduca undata
Manduca undata là một loài bướm đêm thuộc họ Sphingidae. Nó được tìm thấy ở Argentina và Paraguay.
Sải cánh dài khoảng 100 mm. Đầu và ngực màu ô liu nhạt.
Con trưởng thành bay vào tháng 12 và tháng 3.